# Flora Philip
Flora Philip (Isla de Mull, 19 de mayo de 1865 – Edimburgo, 14 de agosto de 1943) fue una matemática escocesa, una de las primeras mujeres en recibir un título de la Universidad de Edimburgo y la primera miembro femenina de la Edinburgh Mathematical Society.

## Biografía
Flora Philip nació el 19 de mayo de 1865 en Tobermory, isla de Mull, sus padres eran William Phillip, un ingeniero civil, e Isabella McDougall.
Philip Ella asistió a la Academia Tain y luego se mudó a Edimburgo en 1883 para continuar su educación. En ese momento, la ley impedía a las mujeres estudiar en las universidades escocesas, por lo que se inscribió en la Asociación de Edimburgo para la Educación Universitaria de la Mujer. En 1885 fue galardonada con el Certificado de Artes de la Universidad de Edimburgo por el director de la universidad Sir William Muir, por sus estudios en literatura inglesa, ética, matemáticas y fisiología.
En 1889, se aprobó la Ley de universidades (Escocia) que permitía a las mujeres ser admitidas por primera vez en universidades escocesas. Philip se matriculó en la Universidad de Edimburgo y recibió su título para sus estudios anteriores. El 13 de abril de 1893, ella y otras siete mujeres se graduaron de la Universidad, convirtiéndose en las primeras mujeres en hacerlo. Un informe sobre la ceremonia de graduación señaló "una gran asistencia del público en general, muchos de los cuales fueron indudablemente atraídos hacia allí para presenciar el espectáculo, visto por primera vez en la historia de esta universidad, de damas tomando sus lugares (una dama con distinción ) entre los graduados".
Philip se entrenó para enseñar en el St George's Training College for Women Teachers, y enseñó en el St George's High School para mujeres en Edimburgo hasta su matrimonio en 1893.

## Sociedad matemática de Edimburgo
En diciembre de 1886, Philips se convirtió en la primera mujer miembro de la Sociedad Matemática de Edimburgo a pesar de no tener un título universitario formal. Ella retiró su membresía al casarse en 1893, siendo la única mujer miembro de la sociedad.

## Aniversario
En 1943, la Universidad de Edimburgo celebró el cincuentenario de ese primer grupo de mujeres graduadas, y tres de ocho asistieron a la ceremonia como invitados de honor: Flora Philip, Maude Elizabeth Newbigin, Amelia Hutchison Stirling. Philip murió más tarde ese año.

## Vida personal
Philip se casó con el abogado George Stewart en 1893. Tuvieron cuatro hijos. Murió en 1943 en un hogar de ancianos, a los 78 años, y está enterrada en el cementerio de Dean. 